# Álava (Salas)
Álava (oficialmente en asturiano: Alava) es una parroquia y un lugar del concejo español de Salas, en la comunidad autónoma de Asturias.

## Geografía
La parroquia tiene una extensión de 4,86 km². Limita al norte y al oeste con la parroquia de Cermoño, al este con la de Laneo y al sur con el concejo de Belmonte de Miranda.  
El lugar de Álava está a una altitud de 183 m s. n. m., en un pequeño cerro cercano a la confluencia de los ríos Narcea y Pigüeña. Dista 11,5 km de la villa de Salas, capital del concejo.

## Historia
Hacia mediados del siglo XIX, la parroquia, ya por entonces perteneciente al municipio de Salas, tenía contabilizada una población de 200 habitantes. Aparece descrita en el primer volumen del Diccionario geográfico-estadístico-histórico de España y sus posesiones de Ultramar de Pascual Madoz con las siguientes palabras:

ALAVA: Sta. Maria de: l. y felig. en la prov. y dióc. de Oviedo (6 leg.), part. jud. de Belmonte (2), y ayunt. de Salas (1), con alc. p.: sit. á la izq. del r. Narcea; clima sano. La igl. par. (Sta. Maria) es mediana, y el curato de patronato real y ecl.: su térm. se estiende á 1/4 de leg. y confina con Obanes, Biesca, Godan y el indicado r., al cual se unen los derrames de sus escasas fuentes; el terreno es flojo y carece de arbolado: los caminos malos, y el correo se recibe en Salas. Prod. centeno, maiz, algun trigo y patatas: cria poco ganado. Pobl. 43 vec.: 200 alm.: contr. con su ayunt. (V.).
(Madoz, 1845, p. 199)

## Geografía humana

### Organización territorial
La entidad colectiva de población de Álava está compuesta por las siguientes entidades singulares:
- Álava (Alava)[1]
- Bárcena (Bárzana)[1]

### Demografía
En 2023, la entidad colectiva de población de Álava tenía empadronados 39 habitantes, mientras que la entidad singular de población de ese nombre tenía 22, todos ellos en el núcleo de población.

## Patrimonio
En sus cercanías se halla un castro homónimo de bastante interés, pues en sus inmediaciones se produjo el hallazgo de un conjunto de hachas de bronce con una cronología del Bronce Final.